# She's Working Her Way Through College
She's Working Her Way Through College (br: O Professor e a Corista) é um filme de comédia estadunidense de 1952, dirigido por H. Bruce Humberstone e estrelado por Virginia Mayo e Ronald Reagan. O roteiro do filme foi adaptado de uma peça de teatro de James Thurber e Elliott Nugent.

## Elenco
- Virginia Mayo como Angela Gardner / 'Hot Garters Gertie'
- Ronald Reagan como Professor John Palmer
- Gene Nelson como Don Weston
- Don DeFore como Shep Slade
- Phyllis Thaxter como Helen Palmer
- Patrice Wymore como 'Poison' Ivy Williams
- Roland Winters como Fred Copeland
- Raymond Greenleaf como Dean Rogers
- Ginger Crowley como Lonnie
- Norman Bartold como 'Tiny' Gordon